# Venceslas Dedina
Venceslas Dedina, född 21 augusti 1872 i Prag, Österrike-Ungern, död 24 augusti 1945 i Paris, var en fransk-tjeckisk konstnär. Han var bror till Jean Dedina.
Dedina gjorde sig främst känd som grafiker.